# Resistência Galega

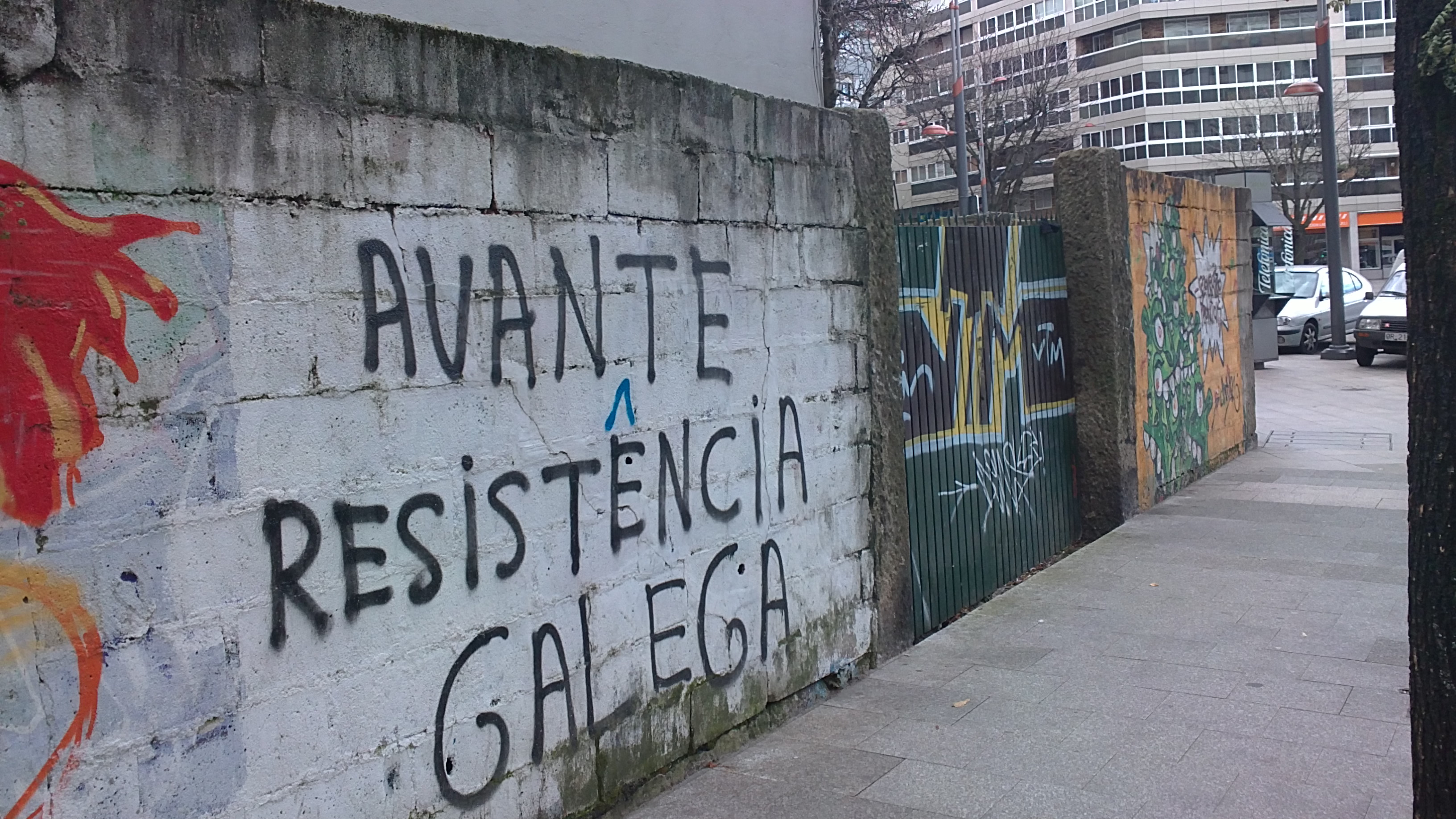
Graffiti supportant la Resistência Galega, Vigo.

Resistência Galega est le terme utilisé par plusieurs personnes à titre individuel, ainsi que par de petits groupes organisés, pour revendiquer des actions violentes de lutte pour l'indépendance de la Galice. Ce terme est apparu pour la première fois dans un document intitulé Manifesto de Resistência Galega, publié en 2005. C'est l'orthographe du courant lusiste du galicien qui est utilisée dans les publications sur internet ou sur les inscriptions.

## Historique deResistência Galega
La première référence à l'expression Resistência Galega apparait sur internet dans les jours qui précèdent le Día Nacional de Galicia (Jour de la Patrie de Galice, qui se commémore le 25 juillet) de 2005, par un manifeste de la résistance galicienne. Le manifeste invite à la lutte populaire galicienne pour la liberté nationale et sociale de la Galice, il justifie la lutte armée, et revendique une résistance qui ne porte ni nom, ni sigles, qui soit anonyme.
Durant les deux années qui suivent le slogan Resistência Galega apparait peint sur plusieurs lieux où se sont produits des actes violents de sabotage ou dans des communiqués revendiquant des actes. 
Cela a donné lieu a une spéculation sur l'existence d'un groupe organisé portant ce nom, dirigé par Toninho (Antón García Matos, détenu lors d'un des premiers attentats, libéré en 2005 et dont on n'a plus de nouvelles) et quelques autres fugitifs. 
Ainsi la presse a attribué plusieurs attentats, et tentatives d'attentats, au supposé groupe Resistência Galega. 
Le fait d'avoir trouvé, au nord du Portugal, du matériel pour fabriquer des explosifs et des tracts faisant référence à Resistência Galega a aussi laissé spéculer sur l'existence d'un commando stable dans ce pays voisin 
.
L'augmentation constante des actions de "résistance violente" les veilles du 25 juillet, jour de la patrie, a eu comme conséquence l'augmentation de la répression policière sur l'ensemble du mouvement indépendantiste,, et la contestation de la répression par différents organismes  ,,,.
En décembre 2007 l'union fédérale des gardes civils (UFCG), affirme par communiqué de presse, que Resistência Galega n'existe pas en tant que telle, à la suite de ce communiqué, le journal El País relève des mêmes sources que "Resistencia Galega non é unha organización, si non un manifesto ao que se acollen mozos independentistas para reivindicar as súas accións" (Resistencia galega n'est pas une organisation, mais un manifeste auquel adhèrent des jeunes indépendantistes pour revendiquer leurs actions. D'un autre côté les organisations indépendantistes, telles AMI, Briga ou Nós-UP, affirment ne pas avoir connaissance d'un groupe organisé qui agirait sous le nom de Resistencia Galega
Après l'explosion d'une bombe le 8 février 2008, dans un centre commercial de la paroisse de Perbes (commune de Miño, province de La Corogne), le délégué du gouvernement espagnol en Galice, Manuel Ameijeiras, a observé que cet attentat était très ressemblant aux attentats antérieurs de Resistencia Galega, bien qu'il reconnaisse que l'action n'a été revendiquée par aucun groupe.